# Jan Firlej (marszałek wielki koronny)
Jan Firlej herbu Lewart (ur. 1521 w Dąbrowicy, zm. 1574 w Kocku) – marszałek wielki koronny, wojewoda krakowski, lubelski i bełski, sekretarz królewski, starosta rohatyński, działacz reformacji, przywódca dysydentów polskich w czasie bezkrólewia w latach 1572–1573 przeciwny katolickim kandydatom na tron polski, sekretarz królewski w 1554 roku, dworzanin Zygmunta II Augusta od 1548 roku.

## Życiorys

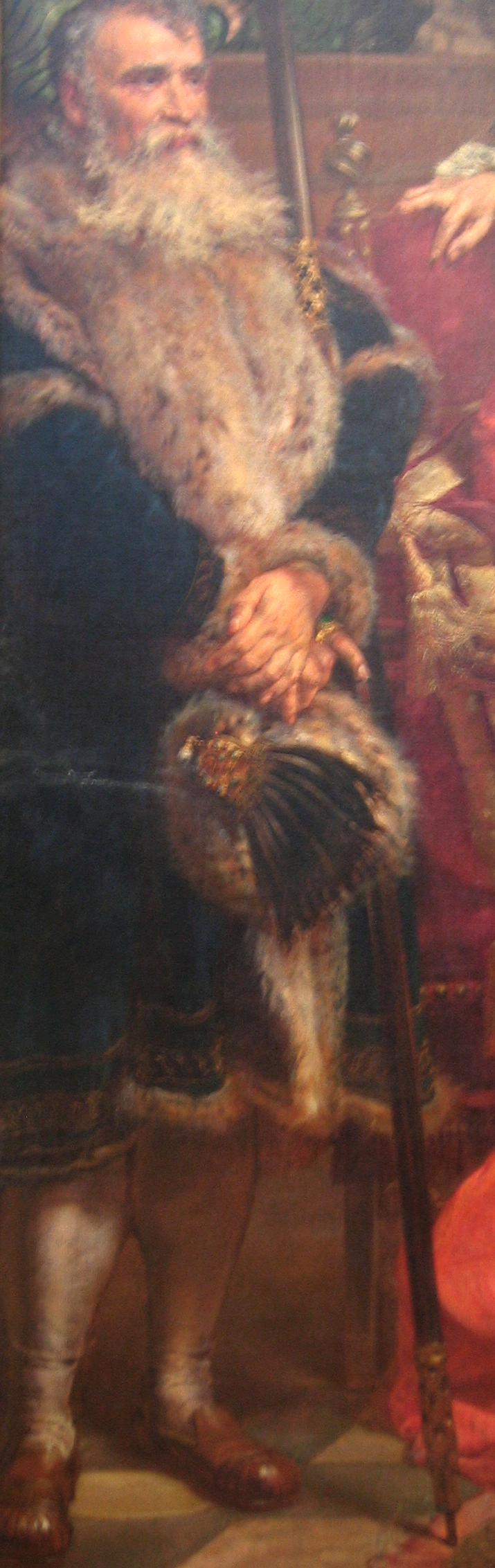
Jan Firlej na Obrazie Jana Matejki Unia Lubelska

Syn Piotra Firleja i Katarzyny Tęczyńskiej herbu Topór; brat Andrzeja i Mikołaja.
Przez dwa lata studiował w Lipsku i tyle samo w Padwie. Odbył następnie podróż do Rzymu, Egiptu i Palestyny. W 1545 został dworzaninem Zygmunta Starego. W tym też roku posłował do cesarza Karola V na sejm Rzeszy w Wormacji. W 1548 został dworzaninem nowego króla Zygmunta II Augusta. Zaprzyjaźnił się wówczas ze Stanisławem Hozjuszem i kanclerzem Samuelem Maciejowskim. W 1552 został po raz pierwszy wybrany posłem na sejm z ziemi sandomierskiej. Był posłem województwa sandomierskiego na sejm 1553. W 1554 król wpisał go w poczet sekretarzy. W 1555 wszedł do senatu jako kasztelan bełski. W 1556 był już wojewodą bełskim, a w 1561 lubelskim.
Jako prominentny członek senatu dał się poznać jako jeden z najzagorzalszych przeciwników szlacheckiego ruchu egzekucyjnego. W 1563 został marszałkiem wielkim koronnym. By odwrócić uwagę szlachty od egzekucji jego dóbr (z których wiele posiadał nielegalnie) był gorącym propagatorem unii korony z Litwą. Sędzia sejmowy w 1569 roku. Po podpisaniu unii lubelskiej w 1569 roku wszedł w zażarty spór kompetencyjny z marszałkiem wielkim litewskim Janem Chodkiewiczem. W 1572 został wojewodą i starostą krakowskim, łamiąc tym samym incompatibilitas. W czasie bezkrólewia zwalczał wpływy interreksa prymasa Jakuba Uchańskiego. Sam obsadził Wawel 600 węgrami marszałkowskimi, a ulegli mu senatorowie zadecydowali, że elekcja ma się odbyć na polach pod Lublinem (gdzie Firlejowi było najbliżej). Jednakże wobec oporu szlachty jego plan spełzł na niczym.
Sułtan Selim II doradzał szlachcie jego kandydaturę, obok kandydatur prymasa Jakuba Uchańskiego i hetmana wielkiego koronnego Jerzego Jazłowieckiego. Był uczestnikiem zjazdu w Knyszynie 31 sierpnia 1572 roku.
Podpisał konfederację warszawską 1573.
Na elekcję pod wsią Kamień na Pradze przybył z 200 żołnierzami i 17 działami. Był zwolennikiem kandydatury szwedzkiej Jana III Wazy. Wycofał się z wojskiem do Grochowa. Pole elekcyjne obiegła wówczas wieść, jakoby Firlej zamierzał siłą dokonać wyboru nowego króla. Zarządzono alarm, wytoczono armaty i skierowano ich lufy w stronę Grochowa. Zmienił wówczas orientację i popierał Henryka Walezego, na warunkach potwierdzenia przez niego aktu konfederacji warszawskiej, zawarcia pacta conventa i przyjęciu tzw. artykułów henrykowskich. W 1573 roku potwierdził elekcję Henryka III Walezego na króla Polski. Henryk Walezy w drodze do Krakowa zatrzymał się 16 lutego 1574 w dworze Firleja w Balicach. W czasie koronacji w katedrze wawelskiej jego postawa była przyczyną zamieszania, gdy przerwał ceremonię podchodząc do króla z trzema dokumentami gwarantującymi wolność dla protestantów i żądał by monarcha je zaprzysiągł. Powiedział: „Iurabis, rex, promisisti”. Król nie miał wyjścia i to potwierdził.

## Reformacja
Był jednym z najwybitniejszych propagatorów protestantyzmu w Rzeczypospolitej. Po 1550 przeszedł najpierw na luteranizm, później był wyznawcą kalwinizmu. W swoich dobrach wprowadził protestantyzm we wszystkich kościołach. Był zwolennikiem porozumienia się kalwinów z braćmi polskimi. W jego domu w Piotrkowie 22 marca 1565 miała miejsce dysputa teologiczna o dogmacie o Trójcy Świętej, którego bracia polscy nie uznawali. Od tego momentu datuje się narastający konflikt między kalwinami a braćmi polskimi.

## Rodzina
Żonaty był najpierw z Zofią Boner herbu własnego, a potem z Barbarą Mniszek herbu własnego. Z pierwszą miał kilku synów: Jana, Mikołaja, Andrzeja i Piotra. Z drugiego małżeństwa miał syna Henryka.